# Ramsès-Meriamon-Nebueben
Ramsès-Meriamon-Nebueben va ser un príncep egipci de la XIX Dinastia. Era fill del faraó Ramsès II. Es desconeix la identitat de la seva mare.

## Vida
Atès que no es mostra ni esmenta enlloc entre els fills de Ramsès, és probable que hagués estat un dels fills més joves del faraó. Se sap de la seva existència gràcies només a les inscripcions presents als seus fèretres. Va passar la vida a l'harem de Mer-wer i hi va ser enterrat a prop després de la seva mort als trenta anys.
El seu cos va ser trobat. Tenia la columna vertebral deformada i era geperut. És probable que a causa de la seva deformitat fos difícil trobar-li un fèretre adequat i va ser enterrat en un fèretre exterior no utilitzat del seu besavi, que havia fet fer Ramsès I quan encara era djati. Tot i que el fèretre interior també es va modificar per a l'enterrament de Ramsès-Meriamon-Nebueben, i les inscripcions es van canviar pel seu nom en lloc de les del seu besavi, només es va utilitzar el fèretre exterior i l'interior va ser trobat pels arqueòlegs en una fossa, a Medinet Habu.

## Significat del nom
A diferència de diversos dels seus germans, el nom dels quals també incloïa el de Ramsès, en el seu nom "Ramsès-Meriamon" es va incloure en un cartutx, fent explícit que no s'utilitzava en el seu significat literal ("Nascut de Rê, estimat d'Amun") si no que es referia al faraó. Per la seva banda, "Nebueben" significa "senyor del sol".
Així doncs, el significat del nom del príncep seria el següent: "El faraó Ramsès és el senyor del sol". Aquests noms, que glorifiquen el faraó, sovint es troben com a noms assumits per a alts funcionaris, però són relativament rars com a noms de la família reial durant el Regne Nou.